# Wolbórz
Wolbórz là một thị trấn thuộc huyện Piotrkowski, tỉnh Łódźkie ở trung tâm Ba Lan. Thị trấn có diện tích 15 km². Đến ngày 1 tháng 1 năm 2011, dân số của thị trấn là 2282 người và mật độ 150 người/km².